# العلاقات الغرينادية النيكاراغوية
العلاقات الغرينادية النيكاراغوية هي العلاقات الثنائية التي تجمع بين غرينادا ونيكاراغوا.

## مقارنة بين البلدين
هذه مقارنة عامة ومرجعية للدولتين:
| وجه المقارنة                                              | غرينادا                                | نيكاراغوا        |
| --------------------------------------------------------- | -------------------------------------- | ---------------- |
| المساحة (كم2)                                             | 348                                    | 130.38 ألف       |
| عدد السكان (نسمة)                                         | 107.83 ألف                             | 6.22 مليون       |
| الكثافة السكانية (ن./كم²)                                 | 30.99 ألف                              | 47.71            |
| العاصمة                                                   | سانت جورجز                             | ماناغوا          |
| اللغة الرسمية                                             | لغة إنجليزية، إنكليزية غرنادة المولدة ‏ | اللغة الإسبانية  |
| العملة                                                    | دولار شرق الكاريبي                     | كوردبا نيكاراغوا |
| الناتج المحلي الإجمالي (بليون دولار)                      | 1.12 مليار                             | 13.81 مليار      |
| الناتج المحلي الإجمالي (تعادل القوة الشرائية) بليون دولار | 1.45 مليار                             | 31.63 مليار      |
| الناتج المحلي الإجمالي الاسمي للفرد دولار أمريكي          | 9.21 ألف                               | 2.09 ألف         |
| الناتج المحلي الإجمالي للفرد دولار أمريكي                 | 12.43 ألف                              | 4.92 ألف         |
| مؤشر التنمية البشرية                                      | 0.750                                  | 0.631            |
| رمز المكالمات الدولي                                      | +1473                                  | +505             |
| رمز الإنترنت                                              | .gd                                    | .ni              |
| المنطقة الزمنية                                           | 00                                     | 00               |

## منظمات دولية مشتركة
يشترك البلدان في عضوية مجموعة من المنظمات الدولية، منها:
| علم المنظمة | اسم المنظمة                                                          | تاريخ انضمام غرينادا | تاريخ انضمام نيكاراغوا |
| ----------- | -------------------------------------------------------------------- | -------------------- | ---------------------- |
|             | وكالة حظر الأسلحة النووية في أمريكا اللاتينية ومنطقة البحر الكاريبي ‏ | ?                    | ?                      |
|             | البنك الدولي للإنشاء والتعمير                                        | 27 أغسطس 1975        | 14 مارس 1946           |
|             | يونسكو                                                               | 17 فبراير 1975       | 22 فبراير 1952         |
|             | منظمة التجارة العالمية                                               | ?                    | ?                      |
|             | وكالة ضمان الاستثمار متعدد الأطراف                                   | 12 أبريل 1988        | 12 يونيو 1992          |
|             | الاتحاد البريدي العالمي                                              | ?                    | ?                      |
|             | الاتحاد الدولي للاتصالات                                             | 17 نوفمبر 1981       | 12 مايو 1926           |
|             | مؤسسة التمويل الدولية                                                | 28 أغسطس 1975        | 20 يوليو 1956          |
|             | منظمة الشرطة الجنائية الدولية                                        | ?                    | ?                      |
|             | الأمم المتحدة                                                        | 17 سبتمبر 1974       | 24 أكتوبر 1945         |
|             | مؤسسة التنمية الدولية                                                | 28 أغسطس 1975        | 30 ديسمبر 1960         |
|             | منظمة حظر الأسلحة الكيميائية                                         | ?                    | ?                      |
|             | المركز الدولي لتسوية المنازعات الاستشارية                            | 23 يونيو 1991        | 19 أبريل 1995          |

## وصلات خارجية
- موقع وزارة الخارجية النيكاراغوية